# Рордагейзюм
Рордагейзюм (нід. Roordahuizum, фриз. Reduzum) — село в нідерландській провінції Фрисландія. Входить до муніципалітету Леуварден.
Його площа становить 7,23км², а населення станом на 2021 рік складало 1 085 осіб.
Перша згадка про населений пункт датується 1389-им роком.

## Галерея

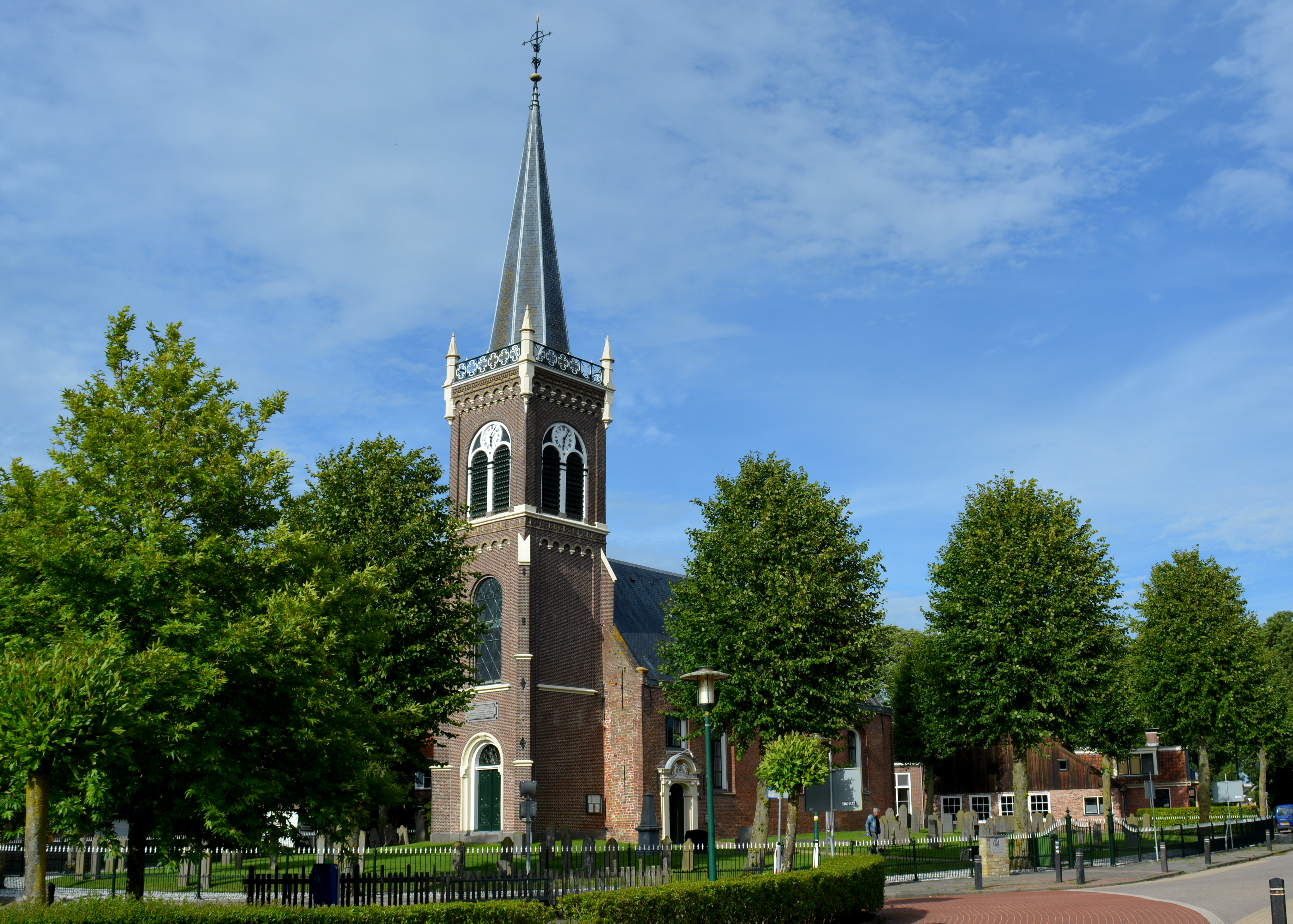
Церква св. Вінсента
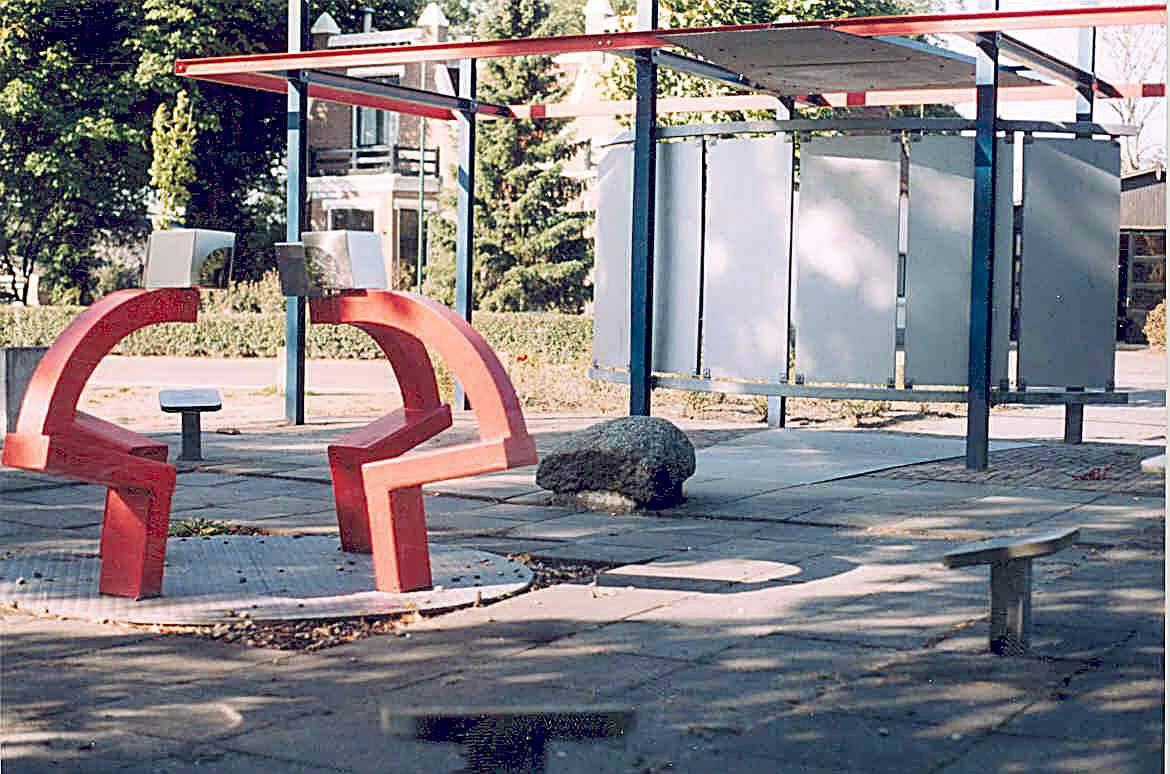
Монумент у селі
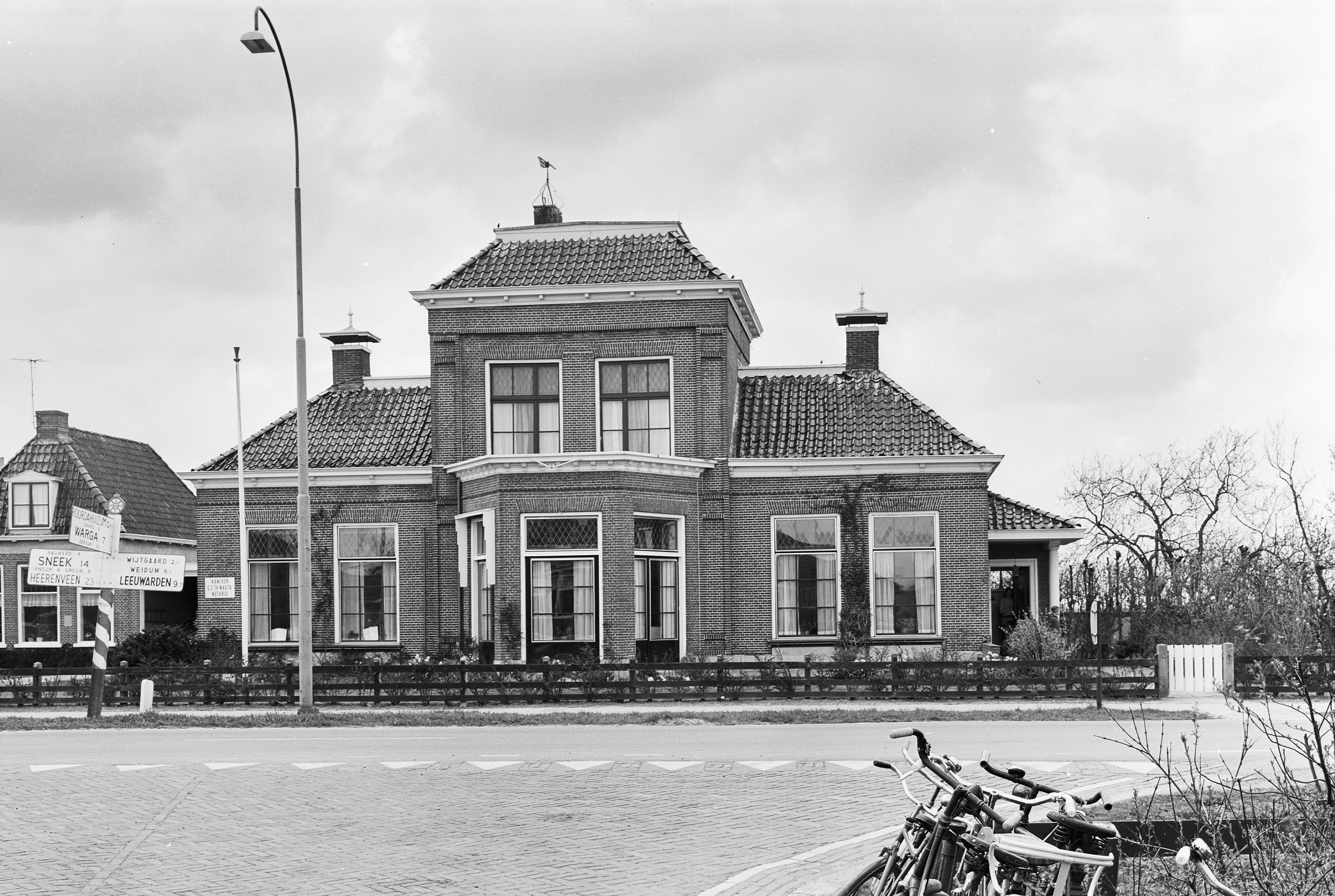
Будинок нотаря
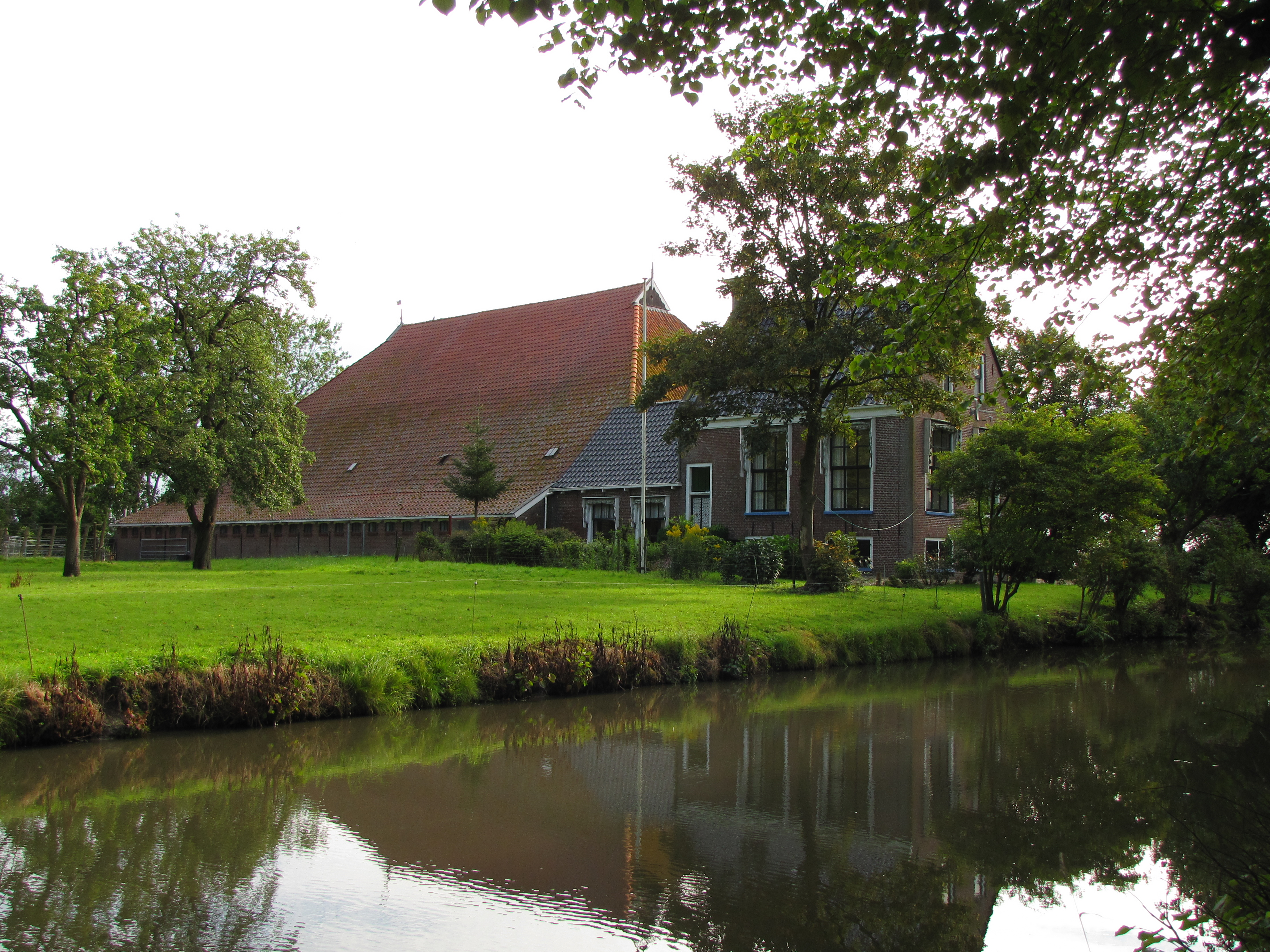
Ферма